# Erythrodes
Erythrodes – rodzaj roślin z rodziny storczykowatych (Orchidaceae). Obejmuje 26 gatunków występujących w Azji Południowo-Wschodniej w takich krajach i regionach jak: Asam, Bangladesz, Borneo, Chiny, Himalaje, Hajnan, Jawa, Malezja Zachodnia, Nikobary, Filipiny, Sri Lanka, Celebes, Sumatra, Tajwan, Tajlandia, Wietnam oraz w Oceanii na wyspach: Fidżi, Nowa Kaledonia, Nowa Gwinea, Samoa, Tonga, Vanuatu, Wallis i Futuna.

## Systematyka
Rodzaj sklasyfikowany do podplemienia Goodyerinae w plemieniu Cranichideae, podrodzina storczykowe (Orchidoideae), rodzina storczykowate (Orchidaceae), rząd szparagowce (Asparagales) w obrębie roślin jednoliściennych.
Wykaz gatunków
- Erythrodes aggregata (T.P.Lin & W.M.Lin) T.P.Lin
- Erythrodes amboinensis (J.J.Sm.) J.J.Sm.
- Erythrodes bicarinata Schltr.
- Erythrodes blumei (Lindl.) Schltr.
- Erythrodes boettcheri Ames
- Erythrodes celebensis P.O'Byrne
- Erythrodes chinensis (Rolfe) Schltr.
- Erythrodes forcipata Schltr.
- Erythrodes glandulosa (Lindl.) Ames
- Erythrodes glaucescens Schltr.
- Erythrodes hirsuta (Griff.) Ormerod
- Erythrodes humilis (Blume) J.J.Sm.
- Erythrodes johorensis (P.O'Byrne) Ormerod
- Erythrodes latifolia Blume
- Erythrodes latiloba Ormerod
- Erythrodes oxyglossa Schltr.
- Erythrodes papuana Schltr.
- Erythrodes parvula Kores
- Erythrodes praemorsa Schltr.
- Erythrodes purpurascens Schltr.
- Erythrodes sepikana Schltr.
- Erythrodes tetrodonta Ormerod
- Erythrodes torricellensis Schltr.
- Erythrodes triloba Carr
- Erythrodes weberi Ames
- Erythrodes wenzelii Ames